# Jacques Berthieu

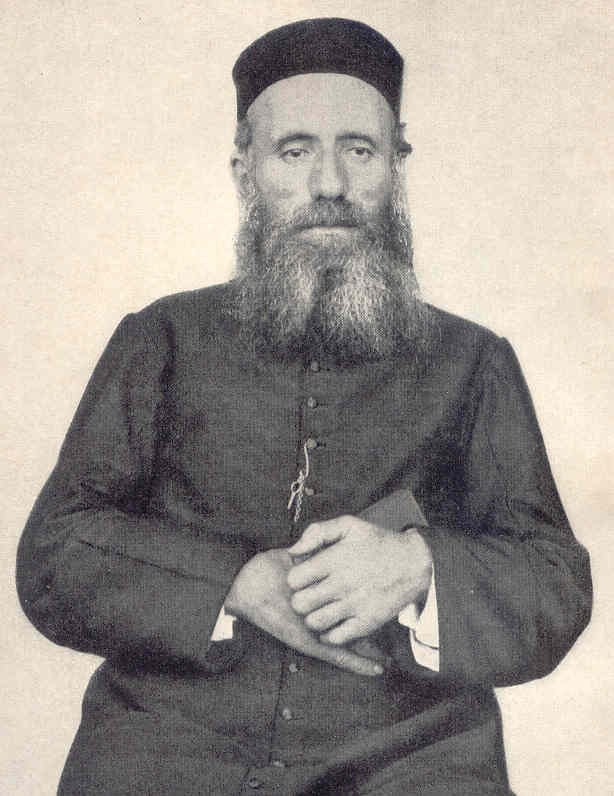
Jacques Berthieu (um 1890)

Jacques Berthieu (* 26. November 1838 in Polminhac, Frankreich; † 8. Juni 1896 in Ambiatibe auf Madagaskar) war ein Missionar des Jesuitenordens und ist ein Heiliger der römisch-katholischen Kirche.

## Leben
Jacques Berthieu erhielt seine religiöse Ausbildung an den Priesterseminaren von Pleaux und Saint-Flour. Im Jahr 1864 wurde er zum Priester geweiht. Stark vom christlichen Missionsgedanken beeinflusst, trat er 1873 in den Jesuitenorden ein. Hier entwickelte er eine starke Beziehung zum Glauben an die Kraft des Heiligsten Herzens Jesu (Sacré Coeur). Im Jahr 1875 ging er als Missionar zunächst nach La Réunion, dann auf die zu Madagaskar gehörende Insel Sainte Marie, wo er fünf Jahre blieb, um die Landessprache zu lernen. Im Jahr 1880 betrat er die Hauptinsel und wirkte als Missionar und Lehrer unter den Betsileos. Nach über 20-jähriger Tätigkeit wurde er im Zuge des antikolonialen und antichristlichen Menalamba-Aufstandes am 8. Juni 1896 erschossen. Sein Leichnam wurde in den nahegelegenen Fluss Mananara geworfen; er wurde niemals gefunden.
Drei Attentäter wurden von den französischen Kolonialherren hingerichtet. Jahre später beichtete einer der überlebenden Attentäter vor seinem Tod bei Pater Théophile Weber, einem Elsässer, der im gleichen Bezirk wie Jacques Berthieu Missionar war; P. Weber taufte auch die zwei weiteren Attentäter.

## Verehrung
Papst Paul VI. sprach Jacques Berthieu am 17. Oktober 1965 selig. Am 21. Oktober 2012 wurde er – zusammen mit anderen Glaubensgenossen – durch Papst Benedikt XVI. heiliggesprochen. Sein Gedenktag ist der 4. Februar.